# Johannes Fleischer der Ältere
Johannes Fleischer der Ältere (* 29. März 1539 in Breslau; † 4. März 1593 ebenda) war ein schlesischer lutherischer Theologe und Späthumanist.

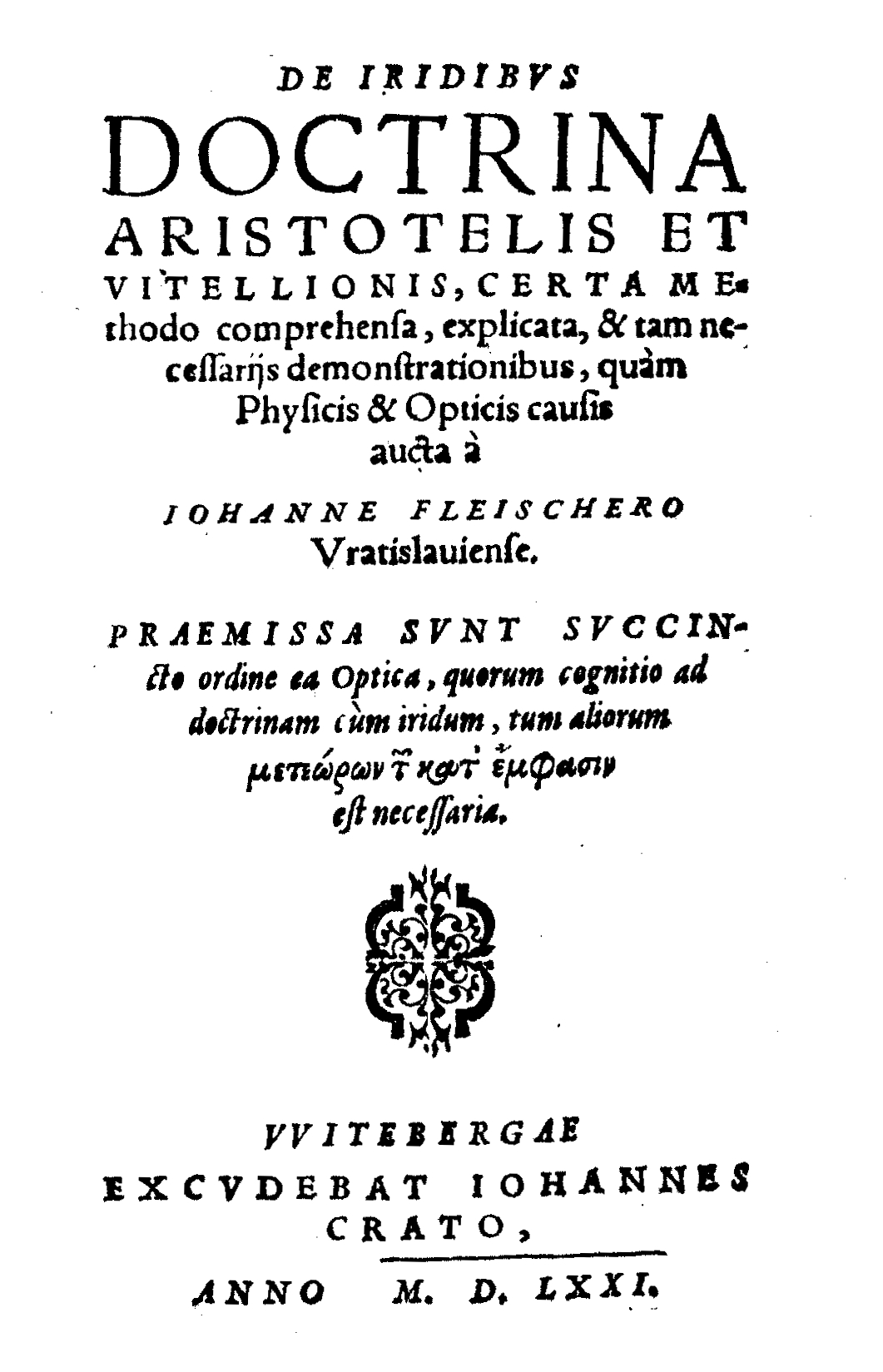
De iridibus doctrina Aristotelis et Vitellionis, 1571

## Leben
Fleischer studierte seit dem 5. Oktober 1557 an der Universität Wittenberg und erwarb hier den Grad eines Magisters. 1567 wurde er Professor an der Lateinschule in Goldberg. Wegen der dort grassierenden Pest ging er zurück nach Wittenberg an die Universität und lehrte hier für einige Zeit in Privatvorlesungen.
1572 wurde er zum Mittagsprediger an die Elisabethkirche und zum Professor der zugehörigen Schule in Breslau berufen. 1583 wurde er Pfarrer der Breslauer Maria-Magdalena-Kirche und zum Professor am Maria-Magdalenen-Gymnasium berufen. Er erwarb gemeinsam mit dem Stettiner Pfarrer Konrad Bergius der Ältere am 4. Juli 1589 das Lizentiat der Theologie und wurde unter David Voit am 15. Juli 1589 zum Doktor der Theologie promoviert. Bald darauf wurde er zum Pfarrer der Breslauer evangelischen Hauptkirche, der Elisabethkirche, berufen und erhielt als Nachfolger von Petrus Vincentius das Inspektorat über die evangelischen Kirchen und Schulen in Breslau.
Fleischer starb nach einem missglückten Aderlass an Wundbrand. Von seinen Söhnen wurde Joachim (1587–1645) Pfarrer und 1637 wie er Kirchen- und Schulinspektor. Sein gleichnamiger Sohn Johannes Fleischer der Jüngere (1582–1608) wurde Arzt und kam als erster Deutscher 1607 nach Virginia und damit nach Nordamerika, wo er nach etwa 15 Monaten starb.

## Schriften
Für ein vollständiges Verzeichnis siehe das Verzeichnis der im deutschen Sprachbereich erschienenen Drucke des 16. Jahrhunderts (VD 16).
Fleischer wurde besonders bekannt für seine in Goldberg entstandene Schrift über den Regenbogen, einen der ersten Versuche, diesen naturwissenschaftlich zu erklären.
- De Iridibus doctrina Aristotelis et Vitellionis, certa methodo comprehensa. Crato, Wittenberg 1571 (Digitalisat).